# Codi ATC V07
El  codi ATC V07, descrit com Tota la resta dels productes no terapèutics, és una subgrup terapèutic de l'Anatomical, Therapeutic, Chemical Classification System (ATC). La classificació ATC és un sistema de codis alfanumèric desenvolupat per l'Organització Mundial de la Salut (OMS) per als fàrmacs i altres productes sanitaris. El subgrup V07 és part del grup anatòmic V Altres.

Els codis per a ús veterinari (codis ATCvet) poden han estat creats afegint la lletra Q davant dels codis ATC humans: QV07... 
Les adaptacions estatals de la classificació ATC poden incloure codis addicionals no presents en aquesta llista, que segueix la versió de l'OMS.

## V07A Tota la resta dels productes no terapèutics
V07A A Emplasts
V07A B Agents solvents i diluents, incl. solucions per a irrigació
V07A C Productes auxiliars per a transfusions sanguínies
V07A D Productes auxiliars per a proves sanguinis
V07A N Equipament per a la incontinència
V07A R Discos i pastilles per a proves de sensibilitat
V07A S Equipament per a estomes
V07A T Cosmètics
V07A V Desinfectants d'ús tècnic
V07A X Agents per al rentat, etc.
V07A Y Altres productes auxiliars no terapèutics
V07A Z Productes químics i reactius per a anàlisi